# Distretto di Brzeg
Il distretto di Brzeg (in polacco powiat brzeski) è un distretto polacco appartenente al voivodato di Opole.

## Geografia antropica

### Suddivisioni amministrative
Il distretto comprende 6 comuni.
- Comuni urbani: Brzeg
- Comuni urbano-rurali: Grodków, Lewin Brzeski
- Comuni rurali: Lubsza, Olszanka, Skarbimierz